# Thomas O. Edwards
Thomas Owen Edwards (* 29. März 1810 in Williamsburg, Wayne County, Indiana-Territorium; † 5. Februar 1876 in Wheeling, West Virginia) war ein US-amerikanischer Politiker. Zwischen 1847 und 1849 vertrat er den Bundesstaat Ohio im US-Repräsentantenhaus.

## Werdegang
Thomas Edwards besuchte vorbereitende Schulen. Nach einem anschließenden Medizinstudium an der University of Maryland in Baltimore und seiner Zulassung als Arzt begann er ab 1836 in Lancaster (Ohio) in diesem Beruf zu arbeiten. Gleichzeitig schlug er als Mitglied der Whig Party auch eine politische Laufbahn ein. 
Bei den Kongresswahlen des Jahres 1846 wurde Edwards im neunten Wahlbezirk von Ohio in das US-Repräsentantenhaus in Washington, D.C. gewählt, wo er am 4. März 1847 die Nachfolge von Augustus L. Perrill antrat. Da er im Jahr 1848 nicht bestätigt wurde, konnte er bis zum 3. März 1849 nur eine Legislaturperiode im Kongress absolvieren. Diese war von den Ereignissen des Mexikanisch-Amerikanischen Kriegs überschattet. Er begleitete den früheren Präsidenten und damaligen Kongressabgeordneten John Quincy Adams, als dieser seinen tödlichen Schlaganfall im Parlament erlitt.
Nach dem Ende seiner Zeit im US-Repräsentantenhaus war Thomas Edwards unter anderem Inspektor der Marinekrankenhäuser. Danach arbeitete er in Cincinnati in der Apothekerbranche. Dort war er Mitglied im Stadtrat und Professor am Ohio Medical College. Später lebte er für einige Zeit in Wisconsin und Iowa. Während des Bürgerkrieges war er Arzt bei einer Freiwilligeneinheit aus Iowa. Um das Jahr 1870 kehrte er nach Lancaster zurück, wo er wieder als Arzt praktizierte. Im Jahr 1875 verlegte er seinen Wohnsitz und seine Praxis nach Wheeling in West Virginia, wo er am 5. Februar 1876 starb.